# Bank of America Fifth Avenue Plaza
Bank of America Fifth Avenue Plaza is een wolkenkrabber in het centrum van Seattle. De wolkenkrabber telt 46 verdiepingen, waarvan vier ondergronds en is 165,51 m hoog. Daarmee is Bank of Amerikca Fifth Avenue Plaza het op acht na hoogste gebouw van Seattle. De bouw begon in 1979 en werd voltooid in 1981. De wolkenkrabber is in de internationale stijl gebouwd en het kantoorgedeelte heeft een vloeroppervlakte van ongeveer 114.425 m², waarvan sinds de bouw minimaal 98% volstond. Het commerciële gedeelte heeft een oppervlakte van ongeveer 1575 m². Bank of America Fifth Avenue Plaza heeft ook een parkeergarage met 612 parkeerplaatsen.
De wolkenkrabber kreeg een Engergy Star in 2000, 2002, 2003 en van 2005 tot en met 2012. Ook kreeg Bank of America Fith Avenue Plaza in 2010 een gouden certificaat van LEED.
De wolkenkrabber heeft een stalen frame en een buitenkant van aluminium.